# Ditaxis polygama
Ditaxis polygama är en törelväxtart som först beskrevs av Nikolaus Joseph von Jacquin, och fick sitt nu gällande namn av Louis Cutter Wheeler. Ditaxis polygama ingår i släktet Ditaxis och familjen törelväxter. Inga underarter finns listade i Catalogue of Life.